# Hugues de Chalon (Auxerre)
Pour les articles homonymes, voir Hugues de Chalon et Hugues Ier.
Hugues de Chalon (né vers 965, mort le 4 novembre 1039) est un seigneur et un religieux français du Moyen Âge, comte de Chalon et 47e évêque d'Auxerre (999-1039).

## Famille
Il est le fils de Lambert de Chalon († 22 février 978), comte de Chalon-sur-Saône et de la comtesse Adélaïde. Il a toutefois des sœurs et a probablement une demi-sœur aînée.
Sa Vita indique qu'il a une sœur ayant épousé « le duc de Bourgogne » - pour des raisons chronologiques cela correspond alors au duc Eudes-Henri de Bourgogne dont on sait qu'il a épousé une Gerberge.
Sur le lien entre Hugues et sa "sœur" Gerberge (en), plusieurs hypothèses sont possibles.
- La première est qu'ils ont les mêmes parents : Lambert de Chalon et Adélaïde.
- La seconde hypothèse est que le père commun est Lambert mais que Gerberge est née d'une première épouse de ce dernier.
- La dernière hypothèse est qu'ils ont seulement la même mère, Adélaïde.

En tout cas, Gerberge épouse en premières noces le roi associé Adalbert Ier d'Italie, puis épouse en deuxièmes noces le duc de Bourgogne Eudes-Henri de Bourgogne. Gerberge a pour enfants, de son premier mariage :
- Otte-Guillaume (~960/962-1026) (comte de Mâcon et de Bourgogne)[3].

Puis Lambert épouse Adélaïde (après 955), avec qui il a de façon assurée :
- Hugues de Chalon ;
- Mathilde, mariée à Geoffroy de Semur-en-Brionnais[5] et dont le fils Thibaud succèdera à Hugues au comté de Chalon.

Son père Lambert de Chalon meurt début 978. Devenue veuve, sa mère Adélaïde se remarie courant 978 (après une courte période de veuvage, et probablement pour protéger le patrimoine familial pour son fils Hugues encore enfant) avec Geoffroy Grisegonelle d'Anjou, avec qui elle a :
- Maurice d'Anjou († 1012)[N 3],[N 4].

## Biographie
Lorsque son père Lambert meurt, Hugues est probablement trop jeune pour assumer le comté de Chalon. C'est ce qui est suggéré par le très rapide remariage de sa mère (après plusieurs semaines de veuvage) à Geoffroy Ier d'Anjou dit « Geoffroy Grisegonelle » (« manteau gris ») (~938/940 - mars ou 21 juillet 987). Dans ces circonstances, Geoffroy Grisegonelle prend le titre de comte de Chalon jusqu'à sa mort le 21 juillet 987.
Voué initialement à un cursus dans le clergé, il entre comme chanoine de la cathédrale d'Autun. Avant de devenir évêque, il obtient d'autres bénéfices religieux dont l'abbatiat du monastère de Paray fondé par son père.
À la mort de son beau-père Geoffroy Ier d'Anjou en juillet 987, quoi qu’entré dans les ordres, il obtint le comté de Chalon « par ordre du roi, parce que son père (Lambert) n’avait pas laissé d’autre fils ».

### Évêque d'Auxerre
En 999 il est nommé évêque d'Auxerre sur proposition du duc Eudes-Henri Ier de Bourgogne et du roi Robert II. Il est consacré dans l'abbaye Saint-Germain le 5 mars 999 (c'est-à-dire le second dimanche de carême).
Devenu évêque et comte, il donne le 5 mai 999 à l'abbé de Cluny Odilon, les bénéfices des monastères dont il jouissait lors d'une grande cérémonie à l'abbaye Saint-Marcel-lès-Chalon en présence du roi de France Robert le Pieux. Parmi ces bénéfices sont Paray-le-Monial, fondé par son père au diocèse d'Autun. De plus il confirme la cession du prieuré de Saint-Marcel-lès-Chalon à Cluny qu'avait entrepris son beau-père Geoffroy Grisegonelle.
Peu après son intronisation, l'empereur Otton III lui offre en  remerciement un ornement épiscopal : une mitre avec lame d'or bordant l’amict du côté du front avec une logue étole ; une chasuble de couleur pourpre décorée d'aigles impériaux écarlates et de figures étoilées en broderie d'or. Ce geste de l'empereur serait un signe de gratitude pour l'action de Hugues en 996 pour soutenir sa grand-mère Adélaïde face aux Grands du royaume de Bourgogne.

### Constructions, donations et pèlerinage

#### Incendies
Outre la famine qui règne vers l'an 1030, Auxerre subit deux grands incendies durant l'épiscopat de Hugues de Chalon : l'un sous le règne de Robert le Pieux (avant 1025) et le suivant sous le règne de Henri Ier (entre 1025 et 1039). Seule l'église de Saint-Alban martyr, que saint Germain a bâtie dans le haut de la cité, échappe au premier incendie ; la cathédrale est réduite en cendres. Plutôt que de la rebâtir en moellons comme la précédente église, Hugues la fait reconstruire en pierres de taille ; il demande une enceinte d'une plus grande étendue et y fait construire les cryptes telles qu'on les voit encore aujourd'hui, sous le sanctuaire et sous la moitié du chœur. L'ouvrage est déjà bien avancé lorsque survient le second incendie ; mais Saint-Étienne est indemne et le feu ne touche que quelques maisons.
L'église Notre-Dame-de-la-Cité est elle aussi entièrement détruite lors du premier incendie. Vers la fin de son épiscopat, Hugues de Chalon en fait commencer la reconstruction mais décède en 1039 avant la fin de l'ouvrage, qui reste incomplet. Notre-Dame-de-la-Cité doit attendre un demi-siècle que l'évêque Humbaud (1087-1114) reprenne le travail et l'achève.

#### La cathédrale et son chapitre
Hugues fait don à l'église cathédrale du cadeau de l'empereur Otton III, un vêtement sacerdotal avec une parure de tête sertie d'une tiare, une robe de lin fin rehaussée d'un pectoral, une étole et un manipule décorées de grenats et une chasuble azur. Il lui donne également un missel écrit en lettres d'or à l'usage des évêques, un grand calice avec la patène d'argent doré, et deux cloches de grand poids. Il accorde aux chanoines, en augmentation de leurs prébendes, l'exemption du droit de parate aux églises du diocèse ; il les exempte aussi du droit de grains qui lui appartenait, et du droit de glandée. Il ajoute encore pour augmenter les mêmes prébendes une partie de la ville de Crevan, partie précédemment vendue par le chapitre à l'archidiacre Arduin à cause de la dureté des temps et que Hugues a rachetée dudit Arduin.

#### Autres établissements religieux
Il fait remettre en état l'église Sainte-Eugénie de Varzy et fonde le chapitre de Varzy avec dix chanoines à qui il attribue des ressources pour leur subsistance. Il bâtit à Cosne, ville dépendante de son temporel, l'église de Saint-Laurent. Il restitue à l'abbaye de Saint-Germain le prieuré de Saissy-les-Bois et l'église d'Annay en Puisaye, qui étaient passés à des seigneurs laïcs. Il intercède pour que les reliques de saint Didier, ancien évêque d'Auxerre (605-621), soient remises à l'église du prieuré de Moutiers.
Fidèle au monarque, Hugues va obtenir divers bénéfices. Voulant favoriser l'abbaye de Cluny, le roi lui donne vers l'an 1019 la moitié de la terre de Givry, située dans le comté de Dijon, pour fonder des messes pour le repos de son père et de sa mère. La même année, après avoir assisté à la dédicace de l'église Saint-Philibert de Tournus, Hugues de Chalon donne à ce monastère un village appelé alors Islez ou les Isles, et un droit de pêche dans la rivière de Saône : en reconnaissance de quoi les religieux lui accordent l'étendard ou la bannière de saint Philibert, et le déclarent protecteur de tous leurs biens. Enfin, « la vingt-sixième année du roi Robert » (1022), il souscrit à l'exemption des dîmes que Geoffroy, évêque de Chalon, avait accordée à la même abbaye à la demande de saint Odilon.

#### Chartes et documents
Son nom se trouve en différents actes, à l'occasion des donations qu'il fit à plusieurs églises. En 1030, il ratifia les donations faites par Geoffroy, évêque de Chalon, au monastère de Saint-Hippolyte. Il est nommé dans l'Histoire de Chalon, pour sa donation en 1032 de l'église de Notre-Dame de Laon aux évêques de cette ville afin qu'elle leur serve de second siège. En 1037, il approuva la donation de Renaud comte de Dijon en faveur des religieux de Flavigny, d'une "place à faire du sel" à Salins. Son nom se trouve encore parmi les souscriptions d'un concile d'Autun où l'évêque Helmuin accorda la réunion de l'abbaye de Corbigny à celle de Flavigny.

#### Les châteaux de Cosne et de Varzy
Cosne et Varzy sont aux frontières ouest et sud du pagus d'Auxerre. Comme le propose la traduction correcte d'un passage de la Geste des évêques d'Auxerre rétablie par Constance B. Bouchard : le mot « mère » qu'on y trouve s'applique ici à « siège de l'Église-mère », c'est-à-dire la cathédrale (d'Auxerre), comme dans l'expression « Ecclesie matris sedem » et autres expressions similaires courantes à cette époque dans l'Auxerrois,. Ce sont ces terres de l’Église d'Auxerre, des positions-clés, que Hugues fortifie face au puissant comte Landry de Nevers.

#### Voyage à Rome, pèlerinage à Jérusalem à la fin de sa vie
Il est allé à Rome d'où il rapporte une absolution du pape Jean XIX pour avoir combattu. Par la suite, il fait le pèlerinage de Jérusalem au Saint-Sépulcre. Il ne survit pas de beaucoup à ce dernier voyage : après son retour, il semble ne plus quitter son diocèse.

### Guerres et successions en Bourgogne

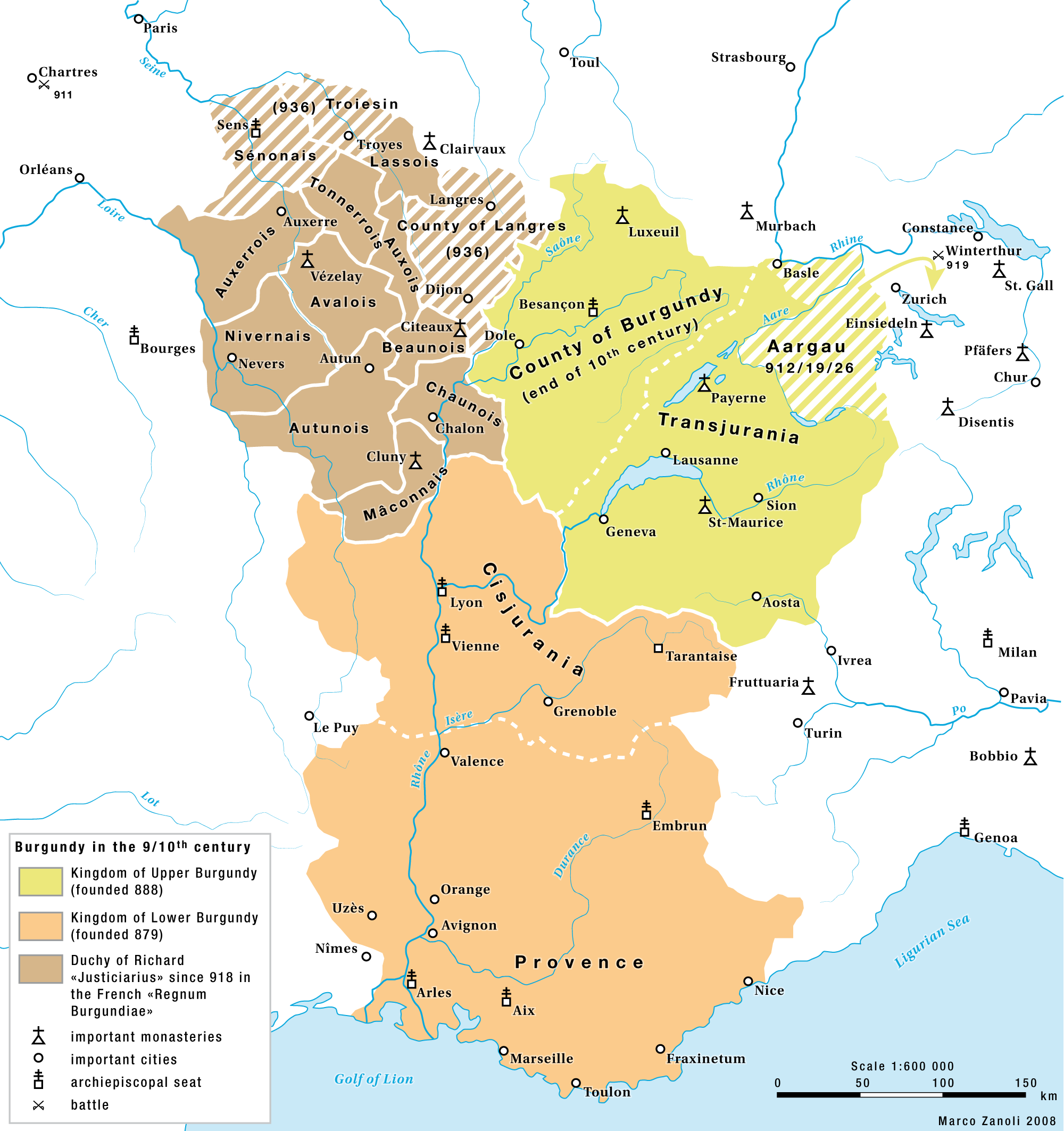
Carte de la Bourgogne à la fin du X : en orangé, Royaume de Basse-Bourgogne ; en marron : duché de Richard, enjeu de la succession ; en jaune-vert, Royaume de Haute-Bourgogne.

#### Acteur de la guerre de succession (1003-1005)
En 1002, le duc Eudes-Henri Ier de Bourgogne meurt sans postérité. Il avait cependant adopté Otto-Guillaume, le fils de sa première femme Gerberge, né du premier mariage de celle-ci avec Aubert Ier d'Italie. Cette adoption et son puissant réseau de soutien pouvaient en faire un héritier au gouvernement du duché. Face à lui, le neveu du duc Henri, le roi Robert II le Pieux revendique légitimement le duché même s'il n'a pas encore d'enfants à qui transmettre cet honneur. Cette crise divise la Bourgogne et provoque une guerre de succession de 1003 à 1005.
En tant que comte de Chalon, l'évêque Hugues prend le parti du roi, contre son propre neveu (Otto-Guillaume, fils de Gerberge la demi-sœur de Hugues). C'est le seul grand feudataire de Bourgogne qui, selon Rodolphus Glaber, soutient le roi dès le départ. 
Au printemps 1003, Robert II fait appel au duc de Normandie Richard II, qui amène 30 000 hommes. Deux sièges infructueux ont lieu, l'un devant Auxerre et l'autre devant l'abbaye Saint-Germain (hors des murs de la ville à cette époque), suivis de nombreuses destructions dans la région. Après l'opposition qu'il rencontre à Auxerre, ville acquise à la cause de Landry de Nevers, Hugues se retire dans son comté pour la plus grande partie du conflit et le tient fermement contre le parti d'Otto-Guillaume.
Robert II vient finalement à bout de tous ses adversaires en 1005 mettant un terme à la crise de succession au duché de Bourgogne.

#### Les assemblées de Paix
Ensuite Hugues de Chalon devient un partisan des assemblées de Paix, d'abord à Verdun (1014), puis à Héry (1023), à Dijon, à Beaune et à Anse (Lyonnais). Le concile d’Héry, présidé par l'archevêque de Sens Léotheric en présence du roi, de Gosselin archevêque de Bourges et de Landry, comte de Nevers, a lieu pendant la crise de succession champenoise. Les conciles suivants ont pour effet diverses mesures d'exemption ou de transfert. Ainsi toutes les terres de l'abbaye de Saint-Bénigne sont exemptées du droit royal de sauvegarde ou de maréchaussée ; les religieux de Flavigny reçoivent de Hugues de Chalon le monastère de Couches, et du roi la chapelle royale d'Autun.

#### Guerre contre le duc de Normandie
À la mort d'Otte-Guillaume de Bourgogne en 1026, son fils et successeur le comte de Bourgogne Renaud perd deux honneurs que son père tenait à titre viager: le comté de Beaune et l'avouerie de l'abbaye Saint-Bénigne de Dijon. Hugues de Chalon a récupéré cette dernière charge, mais un conflit éclate sur les droits respectifs de l'un et de l'autre. Selon Guillaume de Jumièges, le comte-évêque Hugues tend un piège au comte Renaud de Bourgogne, le capture et l'emprisonne. Richard II, duc de Normandie et beau-père de Renaud, commence par demander diplomatiquement à Hugues de bien vouloir relâcher son gendre. Hugues ne daigne pas y répondre, mais fait renforcer la garde du prisonnier. Richard II entre en guerre et ordonne à son fils Richard III de rassembler une armée. Toujours selon Guillaume de Jumièges, les fils du duc de Normandie entrent l'année suivante (1027) en Bourgogne et fait des ravages en s'approchant de Chalon. Prenant d'abord le château de Mélinande, il l'assiège et le brûle ainsi qu'une bonne partie des chevaliers et de la population qui avait résisté. De là il se prépare à mettre le siège du Châtelet de Chalon. Hugues ne cherche pas à résister. Les chroniqueurs anglo-normands insistent ensuite sur l'humiliation subie par Hugues de Chalon qui fait ses excuses au duc de Normandie, et qui rend sa liberté à Renaud,. En tout cas il doit donner des gages et des otages. La chronique de Saint-Bénigne de Dijon dit simplement que le nouvel avoué de Saint-Bénigne, fait don à l’abbaye d’un vase d’or pesant cinq livres, destiné à la fabrication d’un calice ; alors que Richard III, le nouveau duc de Normandie, se contente de faire don à Saint-Bénigne d’une livre d’or, à joindre aux cinq précédemment données par Hugues de Chalon, évêque d’Auxerre. Ces donations où le vaincu donne plus que le vainqueur, et qui interviennent après le conflit visent à dédommager l'abbaye dijonnaise et à consolider la paix.

#### Succession du comté de Chalon
Hugues n'ayant ni enfants, ni frères en vie, son héritier naturel au comté de Chalon est l'aîné de ses neveux : il s'agit de Thibaud, fils de sa sœur Mathilde et de Geoffroy de Semur. Suivant la plus récente des hypothèses sur Gerberge mère d'Otto-Guillaume, les nombreux et puissants descendants de ce dernier ne peuvent émettre de revendications sur ce comté. 

### Année de sa mort
Voyant la fin de ses jours approcher, il s'établit au monastère de Saint-Germain, y prend l'habit de religieux, et y meurt un 4 novembre ; son corps est inhumé dans l'église du monastère, mais l'endroit n'est pas exactement connu. L'année de cette mort doit être 1039 car selon son contemporain Glaber, Hugues meurt l'année d'une éclipse de soleil, laquelle se passe un mercredi 22 août de cette année-là. Le nécrologe de la cathédrale annonce sa mort en ces termes, au 4 novembre : Eodem die Hugo decus pontificum emisit spiritum. Il est aussi dans celui de Saint-Bénigne de Dijon avec cette annonce : « II non. novembr. depositio D. Hugonis episcopi Autiss. Hoc facimus, quia dedit nobis scyphum aurum ad calicem faciendum »

### Sources primaires
- Gesta pontificum Autissiodorensium (GPA) – édition L.-M. Duru, Bibliothèque historique de l’Yonne, I, Auxerre, 1850.
- Raoul Glaber - Les cinq livres de ses histoires (900-1044) - édition Maurice PROU, Paris, Picard, 1886.
- Catalogue des actes de Robert II, roi de France – recueilli par Newman, William Mendel, Paris, 1937.
- The Cartulary of St.-Marcel-lès-Chalon 779-1126 – éditin Constance Brittain Bouchard, Cambridge [Massachusetts], Medieval Academy of America, 1998 (Medieval Academy Books, 102).
- Cartulaire du prieuré de Paray-le-Monial – édition U. Chevalier, Paris, 1890.
- Recueil des Chartes de l’Abbaye de Cluny – édition A. Bernard - A. Bruel, 6 volumes, Paris, 1876-1904.
- Chartes et documents de Saint-Bénigne de Dijon – tomes 1 et 2 - édition G. Chevrier et M. Chaume - publ. R. Folz, J. Marilier - Dijon, 1986.
- The Cartulary of Flavigny, 717-1113 (Cartulaire de Flavigny) -– éd. C. B. Bouchard, Cambridge, 1991.

### Sources secondaires
- Abbé Jean Lebeuf, Mémoire concernant l’histoire ecclésiastique et civile d’Auxerre, vol. 1, Auxerre, Perriquet, 1743, 886 p. (lire en ligne)[N 11]. Vie de Hugues de Chalon : pp. 232-240.
- Abbé Jean Lebeuf, Mémoire concernant l’histoire ecclésiastique et civile d’Auxerre, vol. 2, Auxerre, Perriquet, 1743, 923 p. (lire en ligne).
- Cornat (abbé), Notice sur les archevêques de Sens et les évêques d'Auxerre, Sens, impr. Ch. Duchemin, 1855, 115 p. (lire en ligne).
- Christian Settipani – « Les origines maternelles du comte Otte-Guillaume » - Annales de Bourgogne, 66, 1994, p. 5-63.
- Constance Brittain Bouchard - Sword, Miter, and Cloister: Nobility and the Church in Burgundy, 980–1198. Ithaca–New York, 1990.